# Ilha Tanaga
A Ilha Tanaga (em inglês:  Tanaga Island, em alemão:  Tanax̂ax) é uma ilha localizada no oeste das Ilhas Andreanof, na parte sudoeste das Ilhas Aleutas, Alasca. A ilha tem uma área de 530 km², sendo assim a trigésima-terceira  maior ilha dos Estados Unidos. Seu ponto mais alto é o monte Tanaga que atinge 1806 m de altitude, chamado também Kusuuginax. Atualmente a ilha é desabitada.
Tanaga é localizada a cerca de 62 km a oeste da Ilha Adak, a ilha mais próxima que está habitada. Existem varias cascatas por toda a ilha. Tanaga está desabitada, mas algumas cabanas aparecem em cartas náuticas, e também há vestígios de povos Aleútes no lado oriental da ilha.
A ilha também abrigou durante 1943 até 1945 um campo de aterrissagem de emergência da Marinha dos Estados Unidos. Foi abandonado em 1945 mas a torre de controle ainda aparece nos atlas náuticos.

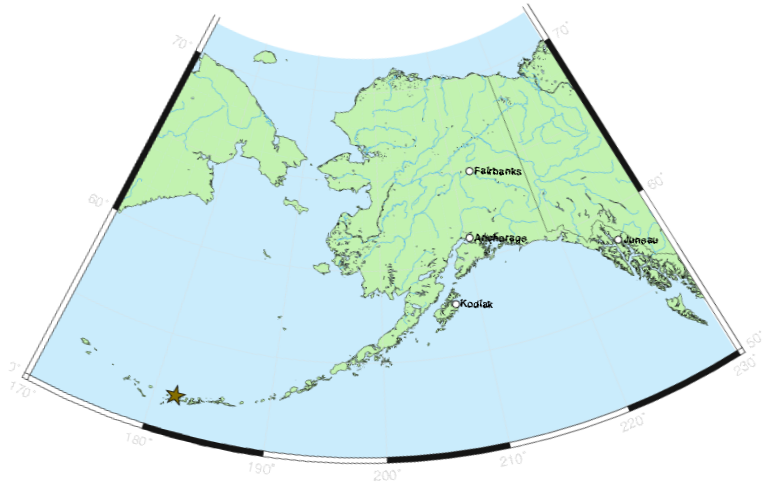
Localização da ilha